# فيكتور كريفوي
فيكتور كريفوي (بالرومانية: Victor Crivoi)‏ مواليد 25 مايو 1982 في بوخارست، هو لاعب كرة مضرب روماني بدأ مسيرته كمحترف سنة 2003 يلعب باليد اليمنى ويحتل حالياً المرتبة رقم. 258 (11 أغسطس 2014) في تصنيف رابطة محترفي كرة المضرب. أعلى تصنيف له في الفردي كان المركز الـ 75 في سنة 2009.

## روابط خارجية
- فيكتور كريفوي على موقع رابطة محترفي التنس (الإنجليزية)
- فيكتور كريفوي على موقع الاتحاد الدولي لكرة المضرب (الإنجليزية)
- فيكتور كريفوي على موقع كأس ديفيز (الإنجليزية)
- فيكتور كريفوي على موقع خلاصة التنس.كوم (الإنجليزية)
- فيكتور كريفوي على موقع إي إس بي إن.كوم (الإنجليزية)